# Жълта комунига
Жълтата комунига (Melilotus officinalis) е вид растение от семейство Бобови (Fabaceae).

## Описание
Жълтата комунига е двугодишно тревисто растение с разклонено, високо до 1,5 м стъбло и добре развит корен. Листата му са сложни, тройни, последователни, със сравнително дълга дръжка. Отделните листчета са обратно яйцевидни или елипсовидни, ръбът им е остро назъбен, а зъбчетата на върха си завършват с малко осилче.
Цветовете са жълти, по-дълги от 3 мм, с характерното за пеперудоцветни устройство, събрани в изправени гроздовидни съцветия.
Венчето е жълто (по което се отличава от бялата комунига), като флагчето и крилцата са еднакво дълги. Плодът е светлокафав заострен към върха боб, често с едно семе. Цъфти от юни до септември.
Расте из ливадите и посевите като плевел.

## Приложение
Цъфтящата надземна част на растението се ползва за билка с успокоително, сънотворно и нервноуспокоително действие. Употребява се при главоболие, мигрена, безсъние. Жълтата комунига се прилага външно под формата на компреси и промивки при гнойни рани и възпалителни процеси, под формата на лапи при отоци от всякакъв произход, подагра, подкожни кръвоизливи.